# Nó direito alceado

Animação demonstrando como é construído o nó direito alceado.

O Nó direito alceado é um tipo de nó, semelhante ao nó direito. Serve para unir dois cabos de mesma espessura, porém possui uma alça que facilita o desate do nó quando é puxada. Sua utilização é mais comum quando o nó direito não deve ser permanente e precisará ser desfeito mais tarde. A vantagem da alça é que facilita o desate ao puxar uma extremidade do cabo